# Colonia Lázaro Cárdenas Ixpuchiapan
Colonia Lázaro Cárdenas Ixpuchiapan är en ort i Mexiko.   Den ligger i kommunen Tenancingo och delstaten Mexiko, i den sydöstra delen av landet, 70 km sydväst om huvudstaden Mexico City. Colonia Lázaro Cárdenas Ixpuchiapan ligger 2 055 meter över havet och antalet invånare är 198.
Terrängen runt Colonia Lázaro Cárdenas Ixpuchiapan är kuperad, och sluttar söderut. Runt Colonia Lázaro Cárdenas Ixpuchiapan är det tätbefolkat, med 427 invånare per kvadratkilometer. Närmaste större samhälle är Tenango de Arista, 19,5 km norr om Colonia Lázaro Cárdenas Ixpuchiapan. I omgivningarna runt Colonia Lázaro Cárdenas Ixpuchiapan växer huvudsakligen savannskog.